# Tenk
Ne doit pas être confondu avec Tënk.
Tenk est un village et une commune du comitat de Heves en Hongrie.

## Lieux et monuments
Plusieurs restes de châteaux sont situés à Tenk, dont celui d'Elek, celui de Gyulai (aujourd'hui utilisé comme bâtiment de la maternelle) et celui de Papp-Saxon (aujourd'hui utilisé comme bureau du maire).